# Constantino Serban
Constantino II Serban (en rumano: Constantin Șerban) fue príncipe de Valaquia entre 1654 y 1658, era hijo ilegítimo de Radu Şerban, pero, según la costumbre, el haber nacido fuera del matrimonio no lo descalificaba para convertirse en príncipe. 
Durante su mandato vivió la rebelión de los mercenarios seimeni (1655). Con la intención de poder enfrentarlos, Constantino se alió con el príncipe transilvano Jorge Rákóczi II y más tarde también formó parte de los planes de este último para emanciparse del dominio otomano. 
En 1657, la Puerta depuso a Constantino y este pasó a luchar al lado de Rákóczi, para conseguir derrotar a los otomanos en Moldavia y ocupar brevemente el trono en Iaşi en dos momentos diferentes (en 1659 y 1661). Pablo de Alepo documenta el abandono en que se encontraba el estado de Valaquia durante la intervención otomana, incluso registra la fuga de la población rural hacia los Alpes de Transilvania («donde los valacos estaban acostumbrados a tomar refugio en momentos de necesidad»).
En 1656, Constantino ordenó la construcción de la Catedral Metropolitana de Bucarest (conocida en tempos modernos como: Patriarcal), modelada parcialmente a partir del Monasterio de Curtea de Argeş, pero más grande y más austera. En su honor, la iglesia recibió el patrocinio de los santos ortodoxos Constantino y Helena. En 1658, prendió fuego a la ciudad para tratar de impedir que su adversario Mihnea III hiciera uso de las instalaciones.